# 1QM

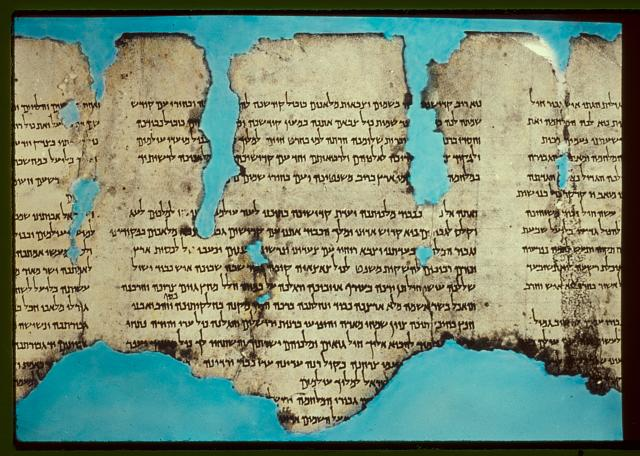
Gedeelte van 1QM

1QM of 1Q33 is een handschrift dat behoort tot de Dode-Zeerollen. Het is het best bewaarde en daarom belangrijkste exemplaar van de Oorlogsrol, waarin aanwijzingen worden gegeven voor de eschatologische strijd van de 'zonen van het licht' tegen de 'zonen van de duisternis'. De volledige naam van het handschrift luidt 1QMilhama (van het Hebreeuwse מלחמה 'oorlog'), maar meestal wordt de afkorting 1QM gebruikt.

## Vondst en publicatie
1QM is in 1947 gevonden in grot 1 bij Qumran (vandaar de aanduiding 1Q) en behoort tot de eerste zeven rollen die uit de grot zijn meegenomen door de bedoeïenen die de vondst gedaan hadden. Via een antiquaar in Bethlehem kwam het handschrift (samen met 1QH en 1QIsb) in bezit van Eleazar Sukenik, professor aan de Hebreeuwse Universiteit van Jeruzalem. Hij bereidde de eerste publicatie van de tekst voor, die in 1954 postuum verscheen. De officiële uitgave van de tekst verscheen een jaar later van de hand van J.T. Milik.

## Kenmerken
De boekrol bestaat uit vijf vellen perkament, die samen een lengte hebben van bijna drie meter. Daarop staan achttien opeenvolgende kolommen tekst, die vrij goed bewaard gebleven zijn, zij het dat van elke kolom ongeveer de onderste vijf regels verloren zijn gegaan. De negentiende kolom is gedeeltelijk gereconstrueerd aan de hand van in grot 1 gevonden fragmenten van een zesde vel perkament, dat oorspronkelijk tot dezelfde boekrol behoorde.
Het schrift van 1QM is van een vroeg-Herodiaanse stijl. Daarom wordt het handschrift gedateerd in de tweede helft van de eerste eeuw v.Chr. De tekst zelf is evenwel ouder. Vergelijking met teksten van de Oorlogsrol uit grot 4 maakt duidelijk dat 1QM een tekstversie bevat die reeds een zekere ontwikkeling heeft doorgemaakt.

## Inspiratie voor Shrine of the Book

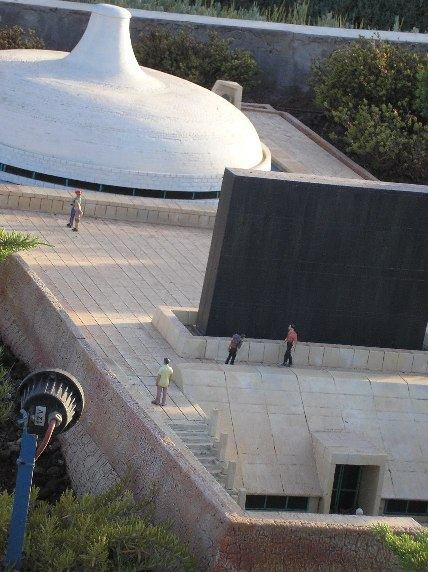
Model van Shrine of the Book

De architect van het museum Shrine of the Book, waar permanent een aantal Dode-Zeerollen tentoongesteld wordt, heeft zich laten inspireren door de tekst van de Oorlogsrol, die destijds alleen nog bekend was uit 1QM. Het museum is gebouwd met een witte koepel, die model staat voor de 'zonen van het licht', terwijl naast het museum een zwarte, basalten muur is gebouwd, die model staat voor de 'zonen van de duisternis'.